# Солсбери (род)
Солсбери (англ. Salisbury) — англо-нормандский род, владевший землями в Уилтшире и ряде других английских графств.

## История

### Происхождение
Первым достоверно известным представителем рода был живший во второй половине XI — начале XII веков Эдвард из Солсбери. Информацию о его происхождении даёт только написанная в середине XIV века хроника аббатства Лакок, основанного графиней Солсбери Элой. Согласно хронике, родоначальником династии был Уолтер ле Эврус (лат. Walterus le Eurus), граф Румара в герцогстве Нормандия, который участвовал в нормандском завоевании Англии и получил от короля Вильгельма I Завоевателя Солсбери и Эймсбери. Его сыном назван Геральд Великий, граф Румара, названный отцом Эдварда из Солсбери. По мнению исследователей, «Eurus» — это старофранцузская форма Эврё. Таким образом, происхождение Эдварда выводилось от графов Эврё и, таким образом, делало его родственником Вильгельма Завоевателя. Из этого же рода выводилось происхождение Роджера Фиц-Джерольда, отца Вильгельма I де Румара, родоначальника графов Линкольна: он показан братом Эдварда из Солсбери. Отец Ансельм в «Генеалогическая история королевского дома Франции и высших сановников короны» указал Готье де Румара в качестве четвёртого сына герцога Нормандии Роберта Датчанина, архиепископа Руана и графа д’Эврё, указав при этом, что данное добавление ошибочно сделано другими авторами.
Современные исследователи считают, что никакого Уолтера ле Эвруса не существовало: в «The Complete Peerage» описывает Уолтера как «вымышленного человека», добавляя, что настоящие родители Эдварда из Солсбери неизвестны.
Возможно, что Эдвард был сыном нормандского сеньора Эдварда, во владении которого находились Рожервиль и Рем в Нормандском герцогстве, который указан в качестве свидетеля на хартии, данной Гильомом де Танкарвилем.
Мать Эдварда, вероятно, имела англосаксонское происхождение, поскольку до него владелицей во многих его поместий была некая Вульфвинна, которая, скорее всего, была его матерью.

### Шерифы Уилтшира
Эдвард из Солсбери, вероятно, переселился в Англию ещё до нормандского завоевания, поскольку он упоминается как судья во время правления короля Хардекнуда (1040—1042 годы). Согласно «Книге Страшного суда», в 1086 году Эдвард владел многочисленными поместьями. Большая часть их располагалась в Уилтшире, также у него были поместья в Суррее, Гэмпшире и Дорсете. Он был одним из главных владельцев лена. Его владения оцениваются в 312,5 гайд (более 150 квадратных километров). Большая часть этих владений ранее принадлежали Вульфвинне, которая, вероятно, была матерью Эдварда. Известно, что Эдвард был феодальным бароном Троубриджа и Читтерна и шерифом графства Уилтшира в 1070—1105 годах. Точный год его смерти неизвестен, но поскольку в 1107 году в качестве шерифа Уилтшира упоминается уже другой человек, то Эдвард, вероятно, умер до этого года.
В 1119 году Ордерик Виталий упоминает среди участников войны, которую вёл Генрих I, Эдварда из Солсбери, но, вероятно, это был младший сын Эдварда. Основным наследником Эдварда стал его сын, Уолтер Фиц-Эдвард. В числе полученных им владений был Читтерн. Также множество маноров в Уилтшире, включая Троубридж, унаследовала дочь Эдварда, Матильда, вышедшая замуж за Хамфри I де Богуна. Эти владения стали основой для роста благосостояния рода Богунов.
Уолтер Фиц-Эдвард, старший сын Эдварда, упоминается как шериф Уилтшира во время правления Генриха I Боклерка. Также он основал монастырь Браденсток, ставшим родовой усыпальницей. Его жена, Сибила, была дочерью Патрика I де Шаурса, мелкого сеньора в Мэне. Уолтер умер в 1147 году, оставив трёх сыновей и двух дочерей. Из дочерей одна, Авиза, последовательно была замужем за Ротру III Великий, графом Перша, и Робертом I Дрё, одним из сыновей французского короля Людовика VI Толстого. Другая дочь, Сибила, вышла замуж за Джона Фиц-Гилберта, маршала королевского двора. Её младшим сыном был Уильям Маршал, 1-й граф Пембрук, которого современники называли величайшим рыцарем христианского мира.
Из сыновей Уолтера один, Уолтер, стал монахом в Браденстоке, двое других, Уильям и Патрик, во время гражданской войны 1135—1154 годов в Англии были сторонниками императрицы Матильды. «Gesta Stephani Regis» указывает, что Уильям участвовал в нападении графа Глостера на женский монастырь Уилтон и умер около 1143 года «после продолжительных страданий».

### Графы Уилтшира (Солсбери)
Патрик Фиц-Уолтер, как и его брат, был сторонником королевы Матильды. Около 1143 года был пожалован титулом графа Уилтшира, хотя в современных исследованиях чаще указывается титул «граф Солсбери». После вступление на престол Генриха II Плантагенета он сохранил свой титул. Он был воспитателем своего племянника, Уильяма Маршала, 1-го графа Пембрука. В 1168 году он сопровождал короля в Пуату, где в то время вспыхнуло восстание местной знати, и погиб в одной из стычек с мятежниками. Он был дважды женат. О его первой жене, Матильде, ничего не известно, второй же женой была Эла де Понтье, дочь Гильома I Талваса, графа Понтье и сеньора Алансона, вдова Уильяма де Варенна, 3-го графа Суррея. От второго брака у Патрика родилось минимум 4 сына, но о троих почти ничего не известно.
Наследником Патрика был старший сын Уильям Фиц-Патрик, 2-й граф Солсбери. Во время первой коронации Ричарда I Львиное Сердце он нёс скипетр. Когда король оказался пленником в Германии, граф Солсбери поддержал его брата Джона, но и после возвращения Ричарда положение графа не пошатнулось. В 1194 году Уильям Фиц-Патрик стал шерифом Дорсета и Сомерсета; в 1195 году он сопровождал короля в его поездке в Нормандию, а по возвращении участвовал в ассамблее знати, созванной в Ноттингеме. Он умер в 1196 году. Уильям был женат на Элеонора де Витре (ум. 20 июля 1232/1233), дочери Роберта III де Витре и Эммы де ла Герш, вдове Уильяма Пейнела и Жильбера Криспина, сеньора де Тильер. Возможно, что у него был сын Уолтер, умерший раньше отца, однако не исключено, что он был незаконнорожденным.
Наследницей Уильяма стала его дочь Эла. В момент смерти отца ей было около 9 лет. Некоторые источники сообщают, что один из братьев её отца, претендуя на наследство, заточил племянницу в одном из нормандских замков, но она сумела выйти на свободу. Вскоре король Ричард I выдал её замуж за Уильяма Длинного Меча (ум. 1226), незаконнорожденного сына Генриха II, получившего по праву жены титул графа Солсбери. О её семейной жизни известно мало. В браке она родила 4 сыновей и 4 дочерей. После смерти мужа она в 1227—1228 и 1231—1237 годах занимала пост шерифа Уилтшира, однако в 1237 году ушла в основанный ей монастырь Лакок. После преобразования его в аббатство в 1239 году она стала его первой аббатисой. Она умерла 24 августа 1261 года и была похоронена в аббатстве, пережив своего старшего сына и внука, поэтому наследницей владений рода стала её правнучка Маргарет, которая вышла замуж за Генри де Ласи, 3-го графа Линкольна.

### Генеалогия
Эдвард, сеньор Рожервиля и Рема в Нормандии; возможно, его женой была Вульфвинна, владевшая рядом поместий в Англии;
- (?) Эдвард из Солсбери (ум. ок. 1105/1107), шериф графства Уилтшир в 1070—1105 годах, феодальный барон Читтерна и Троубриджа;
  - Матильда; муж: Хамфри I де Богун (ум. 1128/1129), феодальный барон Троубриджа[7];
  - Уолтер Фиц-Эдвард (ум. 1147), феодальный барон Читтерна, шериф Уилтшира; жена: с ок. 1115/1150 Сибила де Шаурс (Чауорт), дочь Патрика I де Шаурса и Матильды де Эсден[7];
    - Уильям Фиц-Уолтер (до 1120 — после 1 июля 1143)[7];
    - Патрик Фиц-Уолтер (ок. 7 апреля 1168), шериф Уилтшира, 1-й граф Уилтшир (Солсбери) с ок. 1143; 1-я жена: Матильда; 2-я жена: Эла де Понтье (ум. 10 декабря 1174), дочь Гильома I Талваса, графа Понтье и сеньора Алансона, и Элии Бургундской, вдова Уильяма де Варенна, 3-го графа Суррея[7];
      - (от 2-го брака) Уильям Фиц-Патрик (ум. 1196), 2-й граф Уилтшир (Солсбери) с 1168, шериф Уилтшира; жена: с ок. 1190 Элеонора де Витре (ум. 20 июля 1232/1233), дочь Роберта III де Витре и Эммы де ла Герш, вдова Уильяма Пейнела и Жильбера Криспина, сеньора де Тильер[7];
        - (?) Уолтер (ум. до 1196)[7];
        - Эла (ок. 1191/1192 — 24 августа 1261), 3-я графиня Солсбери с 1196; муж: с 1196 Уильям Длинный Меч (1176 — 26 марта 1226), 3-й граф Солсбери с 1196[7];

      - (от 2-го брака) Патрик Фиц-Патрик (ум. до 1174)
      - (от 2-го брака) Филипп Фиц-Патрик
      - (от 2-го брака) Уолтер Фиц-Патрик

    - Авиза (ок. 1120 — 13 января до 1152); 1-й муж: Ротру III Великий (ум. 6/8 мая 1144), граф Перша с 1100/1101, сеньор Беллема с 1126; 2-й муж: с ок. 1144/1145 Роберт I Французский (ок. 1125 — 11 октября 1188), граф де Дрё с 1152;
    - Уолтер, монах в Браденстоке;
    - Сибила; муж: Джон Фиц-Гилберт Маршал (ок. 1105 — до ноября 1165), главный маршал английского королевского двора;

  - (?) Эдвард (ум. после 1119), шериф Уилтшира в 1119.